# رهاب
الرهاب أو عُصاب المَخاوف أو الفوبيا هو اضطراب نفسي يعرف بأنه خوف متواصل من مواقف أو نشاطات معينة عند حدوثها أو مجرد التفكير فيها أو أجسام معينة أو أشخاص عند رؤيتها أو التفكير فيها. هذا الخوف الشديد والمتواصل يجعل الشخص المصاب عادة يعيش في ضيق وضجر لمعرفته بهذا النقص. ويكون المريض غالباً مدركا تماماً بأن الخوف الذي يصيبه غير منطقي ولكنه لا يستطيع التخلص منه بدون الخضوع للعلاج النفسي لدى طبيب متخصص.

## التصنيفات حسب العلماء
أخصائيو علم النفس والأطباء النفسيين صنفوا معظم أمراض الرهاب إلى ثلاث أنواع رئيسية:

### 1.الرهاب الاجتماعي
وهو بشكل عام الخوف من أفراد المجتمع أو بعض المواقف التي يمكن أن يتعرض لها الشخص والتي من الممكن أن تكون محرجة مثل الأكل في الشارع، أو بصيغة أخرى أن يخاف المريض من أن يظهر دون المستوى الاجتماعي أو الفكري أو أن يشعر بالإحراج في المواقف الاجتماعية، التغلب على الرهاب الاجتماعي يكون غالبا صعبا جدا من دون جلسات العلاج. ينقسم هذا الرهاب إلى نوعين:
- الرهاب الاجتماعي المعمم: ويعرف أيضا باضطراب القلق الاجتماعي.
- الرهاب الاجتماعي المحدد: ويكون فيه القلق في حالات محددة فقط بعكس الرهاب المعمم. وقد تتحول من عوارض نفسية إلى مشاكل جسدية كما في متلازمة المثانة الخجولة حيث لا يستطيع الشخص التبول بدون مستوى كافي من الخصوصية.

### 2.الرهاب المحدد (البسيط)
وهو الخوف من مسببات الهلع المختلفة وقد صنفها الأطباء إلى خمس أنواع رئيسية وهي:
- رهاب الحيوان (Zoophobia): مثل رهاب العنكبيات، رهاب الأفاعي، رهاب الكلاب أو رهاب الفئران... الخ.
- طبيعة البيئة: مثل رهاب المرتفعات، رهاب الرعد والبرق، أو الخوف من التقدم بالسن.
- طبيعة الظروف: مثل رهاب الأماكن المغلقة والخوف من الظلام والاقتراب من البحر.
- الدم، الحقن أو الاصابات: ويتمثل بالخوف من الإجراءات الطبية مثل الإبر والحقن أو العمليات.
- أخرى: مثل الخوف من الإصابة بمرض معين أو خوف الأطفال من الأصوات الصاخبة... الخ.

### 3.رهاب الخلاء
وهو الخوف من مغادرة المنزل (وعكسه رهاب المنزل) أو المناطق الصغيرة المُعتاد عليها مما قد يؤدي إلى حصول نوبات هلع، وقد ينتج هذا الرهاب عن عدة أسباب محددة مثل: الخوف من الأماكن العامة المفتوحة كالحافلات العامة ومراكز التسوق المكتظة، أو الخوف من التلوث (ممكن أن تكون من مضاعفات الوسواس القهري)، أو حتى اضطراب الكرب التالي للرضح الذي قد ينتج عن حادثة حصلت مع الشخص في أحد الأماكن العامة بعيدا عن منزله، ويعتبر هذا النوع من الرهاب معقدا ومع مرور الوقت يصبح المريض تدريجيا حبيس المنزل.

## الأعراض
بالرغم من أن العوارض تختلف من نوع إلى آخر إلا أن هناك بعض العوارض المشتركة.
- الهلع: وهو الخوف المتواصل والكبير من شيء أو موقف ما.
- العوارض الجسدية: مثل الدوخة، الارتجاف، الخفقان السريع في دقات القلب، تقلب في المعدة، الشعور بالاختناق، التعرق أو حتى نوبات الهلع.
- الأفكار القهرية: وتتمثل بصعوبة التفكير بأي أمر آخر غير الخوف.
- الرغبة في الفرار: وهي الرغبة الملحة لترك الموقف والفرار بعيدا عنه.
- القلق المسبق: أي القلق المتواصل من حدوث موقف أو شيء آخر يتضمن رهاب معين يعاني منه الشخص.

## الرهاب والأطفال
الأطفال يشعرون بالقلق والخوف عند التفاعل مع الأقران من نفس العمر وليس فقط عند التفاعل مع الكبار، كما أنهم يعبرون عن هذا القلق من خلال البكاء، ونوبات الغضب، والتشبث والإصرار على المغادرة، والفشل في التحدث في المواقف الاجتماعية على اختلافها.
هذا الخوف أو القلق أو التجنب، يحدث لمدة لا تقل عن 6 أشهر أو أكثر، ويسبب ذلك إعاقة جوهرية إكلينيكيا واجتماعيا ومهنيا وأكاديميا، موضحا أن اضطراب الرهاب الاجتماعي يرتبط بعدد من العواقب السيئة، مثل: الهرب أو التغيب عن المدرسة، وانخفاض العمل والإنتاجية، وافتقار العلاقات الاجتماعية، وإعاقة ممارسة الأنشطة الترفيهية، وانخفاض جودة الحياة بشكل عام، لافتا إلى أن الاضطراب قد يرتبط بعدم الزواج «العزوبية» والطلاق وعدم الإنجاب تجنبا للتفاعل.

## العلاج
يقول الأطباء النفسيون بأن مرض الرهاب بمختلف أنواعه ينتقل عبر الوراثة. أثبتت تقنيات المعالجة السلوكية فاعليتها في معالجة مرض الرهاب وخصوصا النوعين الأول والثالث منه. وهذه الطرق هي:
- اضعاف عامل الخوف بجعل المريض يواجه العامل المسبب للخوف تدريجيا.
- الطريقة الأخرى هي العلاج بالمواجهة المباشرة وقد أثبتت فاعليتها بكونها من أفضل الطرق، وتقوم على جعل المريض يواجه العامل مواجهة مباشرة ومتكررة حتى يشعر بأن لا يوجد أي خطر ينتج عن الشيء المسبب للخوف، وبهذه الطريقة يزول الخوف تدريجيا حتى يختفي.
- بعض المصابين بهذا المرض باستطاعتهم التعايش معه وهي النسبة الشائعة، وذلك بتجنب المواقف أو الأجسام التي تسبب الخوف.
- وهناك طرق أخرى لمعالجة هذا المرض وذلك بتناول أدوية القلق أو تخفيف التوتر والتي تستخدم كمسكن، وكذلك الأدوية المضادة للاكتئاب التي أثبتت نفعها في معالجة هذا المرض.

## علم الأوبئة
الرهاب هو شكل شائع من اضطراب القلق، وله توزيعات غير متجانسة حسب العمر والجنس. وجدت دراسة أمريكية، من قبل المعهد الوطني للصحة العقلية، أن ما بين 8.7 في المئة و 18.1 في المئة من الأميركيين يعانون من الرهاب، مما يجعله المرض العقلي الأكثر شيوعا بين النساء في جميع الفئات العمرية وثاني أكثر الأمراض شيوعا بين الرجال أكبر من 25 سنة. كما أنه بين 4 في المئة و 10 في المئة من جميع الأطفال يعانون من الرهاب لفترة محددة خلال حياتهم، والرهاب الاجتماعي يعاني منه بين واحد في المئة إلى ثلاثة في المئة من الأطفال والمراهقين.
وجدت دراسة سويدية أن الإناث لديهن عدد أكبر من الحالات في السنة من الذكور (26.5 في المائة للإناث و 12.4 في المائة للذكور). بين البالغين، 21.2 في المائة من النساء و 10.9 في المائة من الرجال لديهم رهاب واحد محدد، في حين أن العديد من حالات الرهاب تحدث لدى 5.4 في المائة من الإناث و 1.5 في المائة من الذكور). تزيد احتمالية خوف النساء من الحيوانات بمقدار أربعة أضعاف الرجال (12.1 في المئة من النساء و 3.3 في المئة من الرجال) وهو معدل أعلى من جميع أنواع الرهاب الاجتماعي أو الرهاب المحدد أو المعمم. الرهاب الاجتماعي أكثر شيوعا لدي الفتيات أكثر من البنين، في حين أن الرهاب الظرفي يحدث لدى 17.4 في المائة من النساء و 8.5 في المائة من الرجال.

## وصلات خارجية
- الفوبيا
- الخجل الاجتماعي